# Kastanjekronad timalia
Kastanjekronad timalia (Timalia pileata) är en vida spridd asiatisk fågel i familjen timalior inom ordningen tättingar.

## Utseende
Kastanjekronad timalia är en medelstor (15,5-17 cm) timalia med rätt lång, kilformad stjärt och en tjock, svart näbb. Fjäderdräkten är ostreckat brun med karakteristisk huvudteckning: kastanjefärgad hjässa och svart ögonmask som kontrasterar mot vit panna och vitt ögonbrynsstreck.

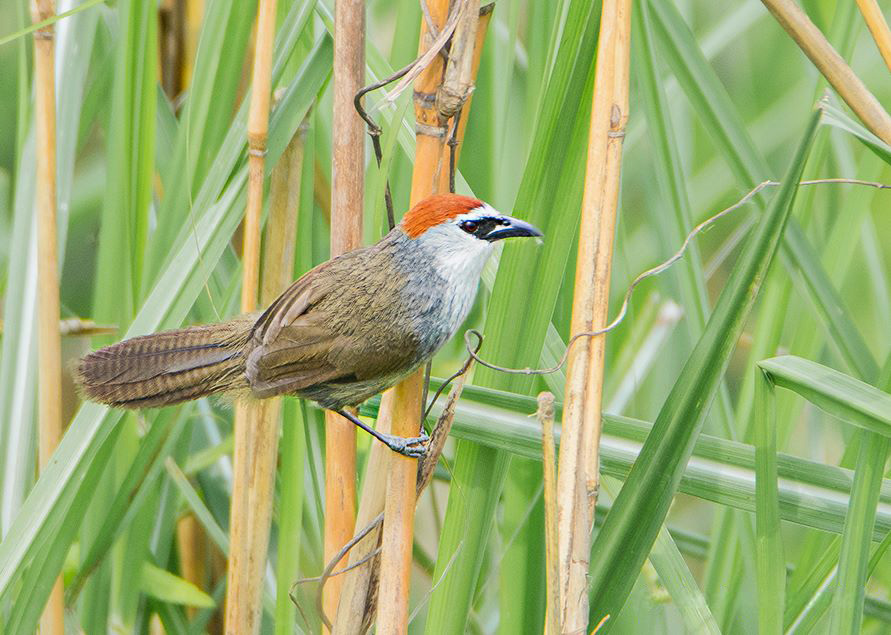
I Manas nationalpark, Assam, Indien.

## Utbredning och systematik
Kastanjekronad timalia placeras som enda art i släktet Timalia. Den delas in i sex underarter med följande utbredning:
- Timalia pileata bengalensis – lägre berg i Himalaya (Nepal Assam och nordvästra Myanmar)
- Timalia pileata smithi – norra Myanmar till södra Kina, norra Thailand och norra Indokina
- Timalia pileata intermedia – centrala och södra Myanmar till sydvästra Thailand
- Timalia pileata patriciae – västra delen av centrala slätterna i Thailand
- Timalia pileata dictator – östra och sydöstra Thailand till södra Indokina
- Timalia pileata pileata – Java

### Släktskap
Fågeln är närmast släkt med de båda indiska arterna rotbukig timalia (Dumetia hyperythra) och svarthuvad timalia (Dumetia atriceps). Tillsammans utgör de en systergrupp till resten av arterna i familjen timalior.

## Levnadssätt
Arten påträffas i högt gräs, vassruggar och buskmarker. Den lever av fjärilslarver, skalbaggar och andra insekter. Fågeln häckar mellan februari och oktober i Indien och mellan april och september i Sydostasien. Den lägger troligen flera kullar.

## Status och hot
Arten har ett stort utbredningsområde och en stor population, men tros minska i antal till följd av habitatförstörelse och fragmentering, dock inte tillräckligt kraftigt för att den ska betraktas som hotad. Internationella naturvårdsunionen IUCN kategoriserar därför arten som livskraftig (LC). Världspopulationen har inte uppskattats men den beskrivs som lokalt vanlig till ovanlig.